# Marina Wilke
Marina Wilke, poi Jährling (Berlino, 28 febbraio 1958), è un'ex canottiera tedesca.

## Palmarès

### Olimpiadi
- 2 medaglie:
  - 2 ori (Montréal 1976 nell'otto; Mosca 1980 nell'otto)

### Mondiali
- 4 medaglie:
  - 2 ori (Nottingham 1975 nell'otto; Amsterdam 1977 nel quattro con)
  - 2 argenti (Cambridge 1978 nell'otto; Bled 1979 nell'otto)